# Ljubica Jović
Pour les articles homonymes, voir Jović (homonymie).
Ljubica Jović, née le 20 avril 1936 à Banja Luka, est une actrice croate née yougoslave.

## Biographie
Ljubica Jović est née à Banja Luka le 20 avril 1936. Elle a été formée à l'Académie d'Art dramatique de Zagreb.

## Filmographie partielle
- 1958 : H-8 : Femme de Krešo
- 1960 : Toryok, la furie des barbares (La furia dei barbari) : Kathrina
- 1963 : Blaze of Glory : Yvette
- 1991 : Mirta uči statistiku
- 2006 : Das Fräulein : Mila